# Ägyptischer Klee
Der Ägyptische Klee (Trifolium alexandrinum), auch Alexandriner-Klee genannt, ist eine Pflanzenart in der Unterfamilie der Schmetterlingsblütler (Faboideae) innerhalb der Familie der Hülsenfrüchtler (Fabaceae). Sie gehört zur Untersektion Alexandrina aus der Sektion Trifolium in der Gattung Klee (Trifolium). Diese Nutzpflanze wird seit Jahrhunderten in Ägypten kultiviert und wird in Mitteleuropa seit etwa 1950 als Rotkleeersatz angebaut.

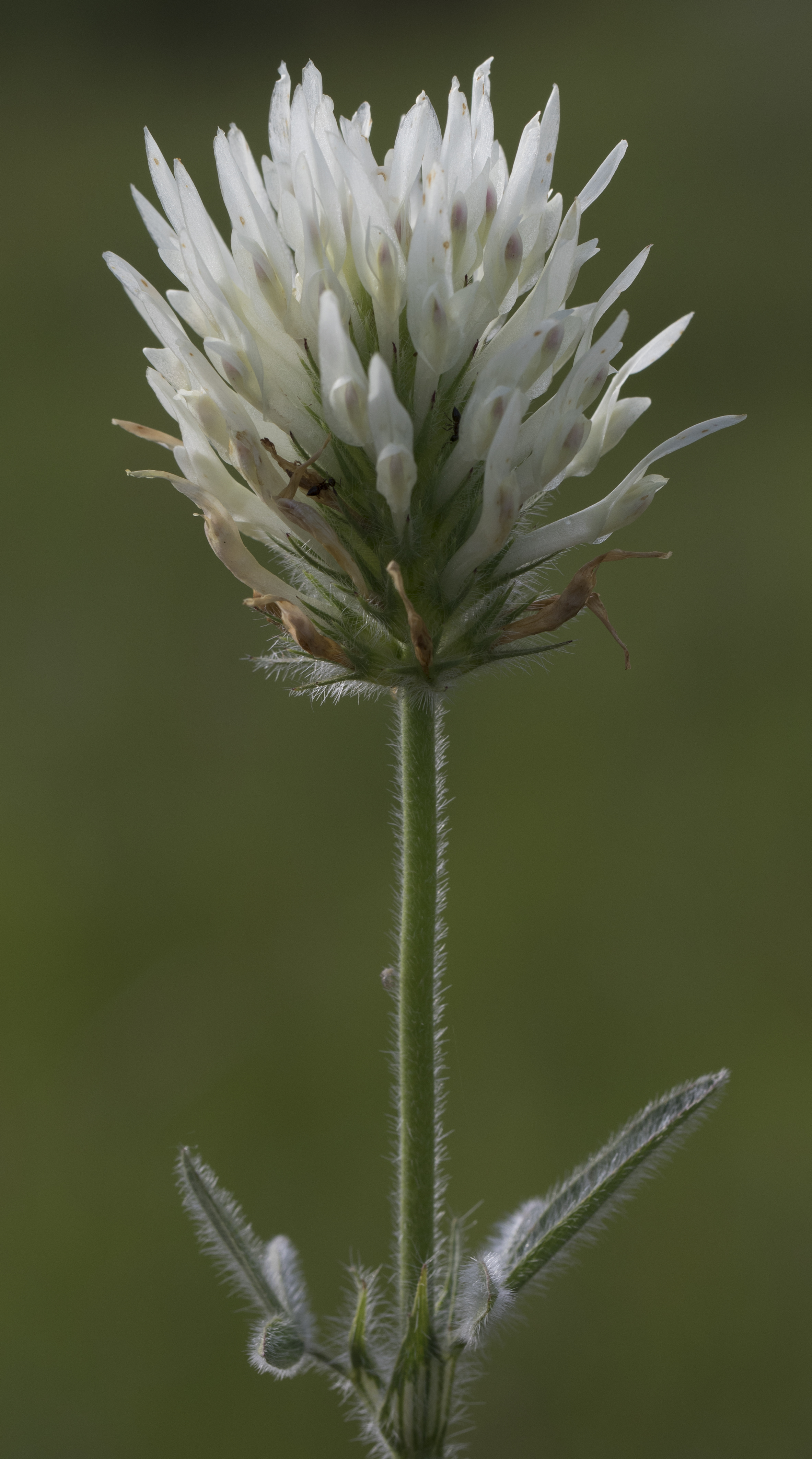
Blütenstand

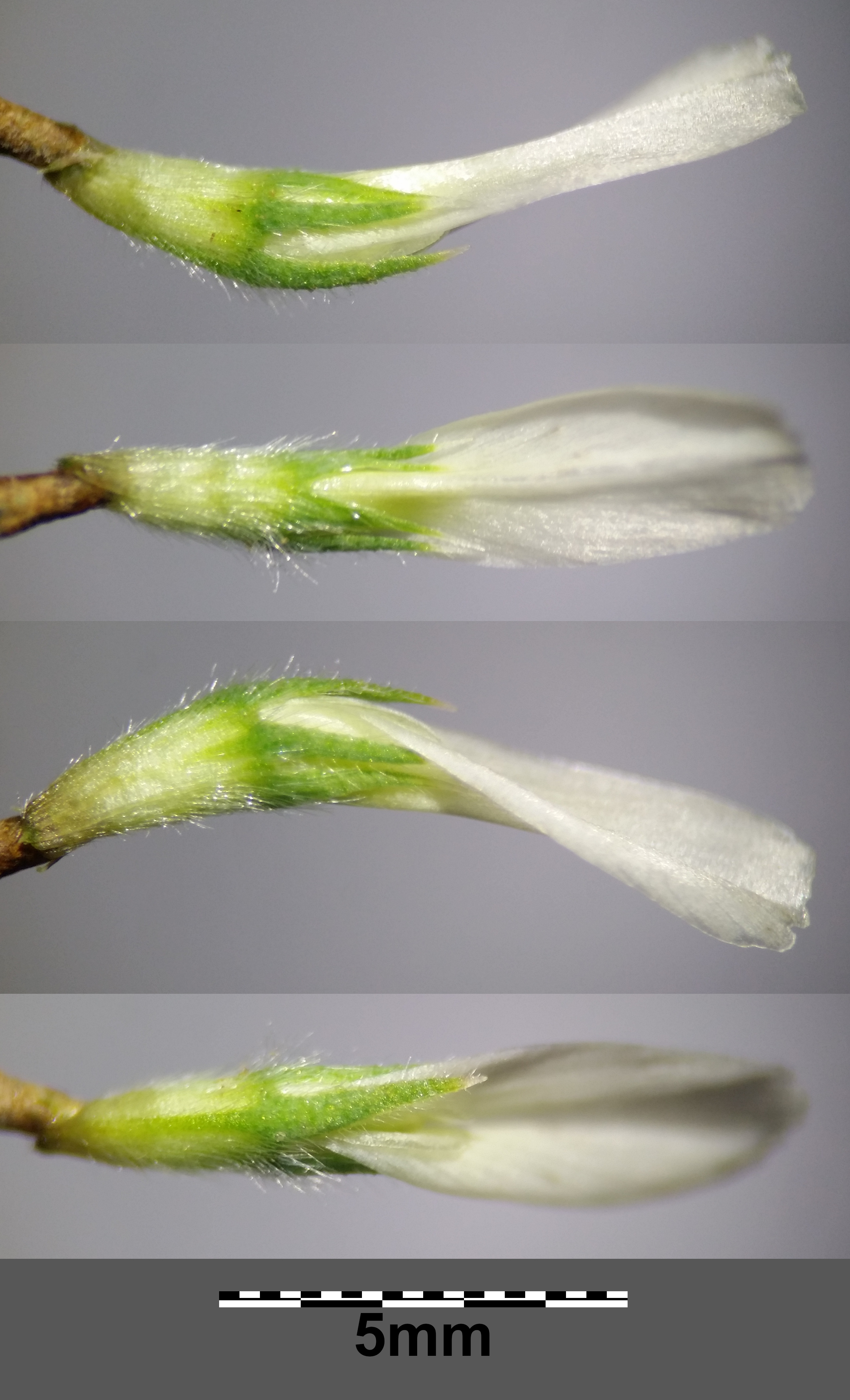
Blüten

## Beschreibung
Es ist eine rasig wachsende, einjährige krautige Pflanze mit niederliegenden, an den Knoten wurzelnden, wie Ausläufer wirkenden Stängeln, erreicht Wuchshöhen von etwa 1 Meter und erinnert im Habitus an die Luzerne. Die wechselständigen Laubblätter sind in Blattstiel und Blattspreite gegliedert. Der Blattstiele ist relativ lang. Die dreizählig gefiederte Blattspreite bestehen aus verkehrt-eiförmigen, fein gezähnten Blättchen.
Die Blütezeit reicht von Mai bis September. Die langgestielten, endständigen Blütenstände haben die Form von kugeligen Köpfchen. Die zwittrigen Blüten haben einen schwachen Honigduft. Die Kelchröhre ist zehnnervig. Die gelblich-weiße Krone besitzt die typische Form der Schmetterlingsblüte und ist 7 bis 12 mm lang. Die Hülsenfrucht wird von Kelch und vertrockneter Krone eingeschlossen.
Die Chromosomenzahl beträgt 2n = 16.

## Vorkommen und Nutzung
Der Ägyptische Klee ist nur aus der Kultur bekannt, er stammt möglicherweise aus dem östlichen Mittelmeerraum, Nordafrika oder aus dem Nahen Osten, wo er auch spontan vorkommt. Nah POWO ist er beheimatet in Ägypten, Palästina, Irak, Iran, Pakistan und am Persischen Golf. Er ist heute fast weltweit verbreitet. 
Er wird seit Jahrtausenden vor allem in Ägypten angebaut, und er besitzt dort eine wirtschaftlich große Bedeutung als Futterpflanze und zur Gründüngung der Baumwollfelder. Die ökologischen Zeigerwerte nach Landolt et al. 2010 sind in der Schweiz: Feuchtezahl F = 2 (mäßig trocken), Lichtzahl L = 4 (hell), Reaktionszahl R = 3 (schwach sauer bis neutral), Temperaturzahl T = 4+ (warm-kollin), Nährstoffzahl N = 3 (mäßig nährstoffarm bis mäßig nährstoffreich), Kontinentalitätszahl K = 2 (subozeanisch).
Die bevorzugten Standorte liegen in Mitteleuropa auf Mähwiesen, Rasen, sowie an Wegrändern und Schuttplätzen.
Nutzungsmöglichkeiten sind beispielsweise als Zwischenfrucht auf landwirtschaftlichen Flächen oder auf Wildäckern als Äsungspflanze für Wildtiere.

## Taxonomie
Der Ägyptische Klee wurde 1755 von Carl von Linné in Centuria I. Plantarum ... Seite 25 als Trifolium alexandrinum erstbeschrieben. Benannt ist er nach der Stadt Alexandria in Ägypten.